# Emilio de Althaus y Flores del Campo
Emilio de Althaus Flores del Campo fue un abogado, diplomático y político peruano.
Nació en Arequipa el 17 de junio de 1829. Sus padres fueron Clemente von Althaus y María Manuela Flores del Campo y Tristán. En 1871 se casó con María Luisa Dartnell Guisse. Fue hermano de Clemente Althaus, poeta y dramaturgo peruano. Entre sus hijos destacaron Emilio de Althaus, diplomático peruano, y Clemente de Althaus, presidente del Banco Central de Reserva del Perú. Estudió derecho en la Universidad de San Marcos y en Burdeos. Como diplomático, fue opositor del contrato Dreyfus.
Fue elegido senador por el departamento de Ica en 1872 durante el gobierno de Manuel Pardo.
Falleció en Lima el 14 de agosto de 1902 a los 73 años de edad.